# Peter Katona
Peter Katona (* 12. dubna 1988, Prešov) je slovenský fotbalový záložník v současnosti působící v 1. FC Tatran Prešov.

## Klubová kariéra
Svou fotbalovou kariéru začal v 1. FC Tatran Prešov, kde se postupně přes mládež propracoval až do prvního týmu. V roce 2013 odešel hostovat do FC Rimavská Sobota, odkud se po půl roce vrátil zpět do Prešova.

## Reprezentační kariéra
Byl členem slovenských mládežnických reprezentací včetně U21.